# بيل إكس-9 شرايك

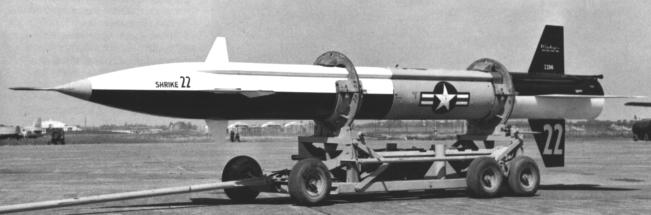
بيل إكس-9 محمل على مقطورتة

بيل إكس-9 شرايك (بالإنجليزية: Bell X-9 Shrike)‏ هو نموذج لصاروخ أرض - جو، من سلسلة الصواريخ الموجهة، يعمل بالوقود السائل. وكان جزء من برامج اختبارات الاسلحة النووية (GAM-63 RASCAL). وهو أحد برامج سلسلة طائرات - إكس التجريبية،عرف فيما بعد باسم بيرد شرايك. صنع من قبل شركة بيل للطائرات في الولايات المتحدة.
تم تسليم واحد وثلاثين صاروخ إكس-9، وحلقت في الفترة من أبريل 1949 إلى يناير 1953. وتم استخدام البرنامج لجمع البيانات الهوائية والاستقرار، واختبار أنظمة التوجيه والدفع .
لم ينجُ  أيّاً من صواريخ الاختبار الواحد والثلاثين. والجزء المتبقي الوحيد المعروف من إكس-9 هو جزء الاستقرار الرأسي، والموجود في متحف لاري بيل في مينتون، إنديانا .